# Kowloon Bay

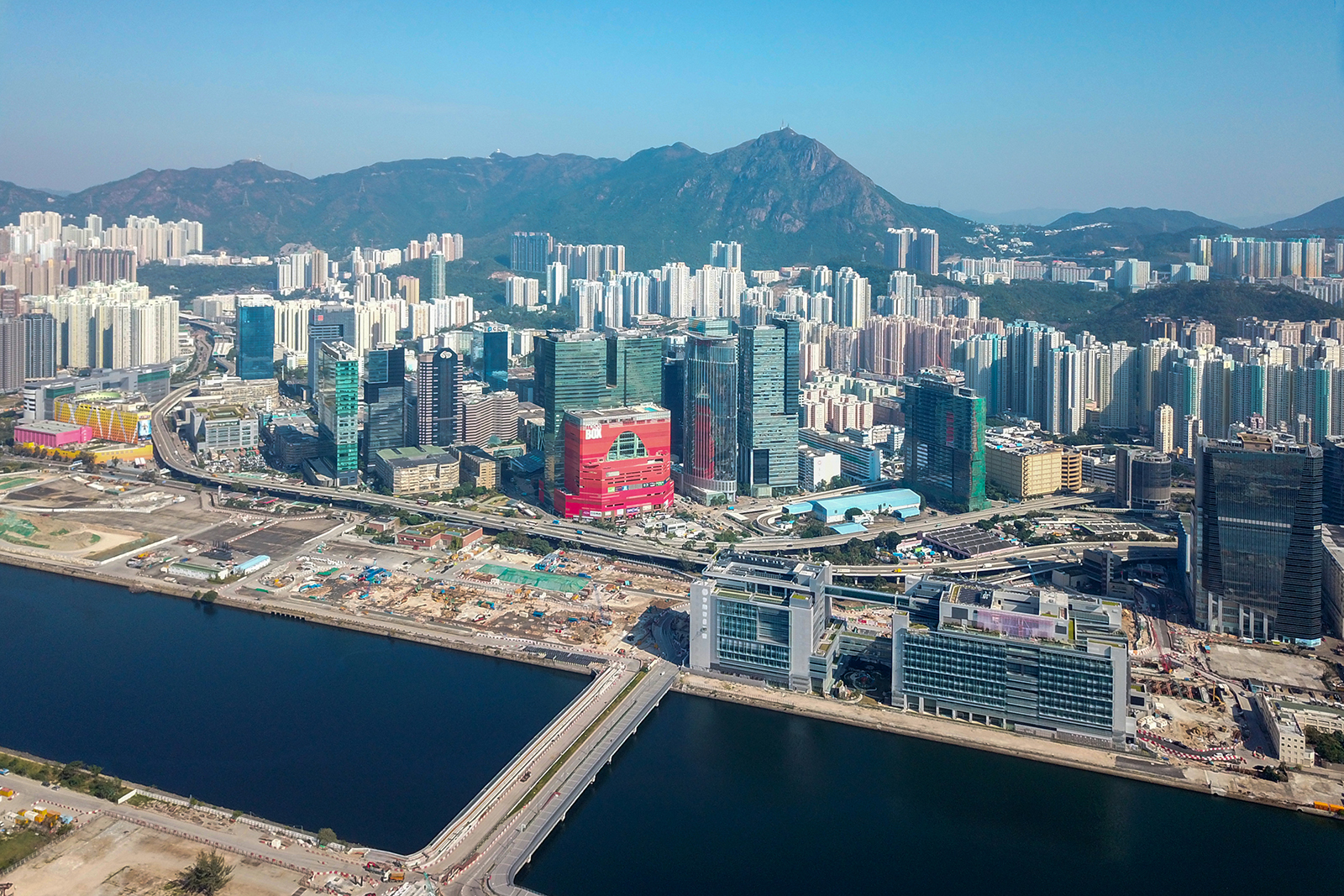
Panorama von Kowloon Bay und Ngau Tau Kok (r). Der alte Kai Tak Airport Runway (l).

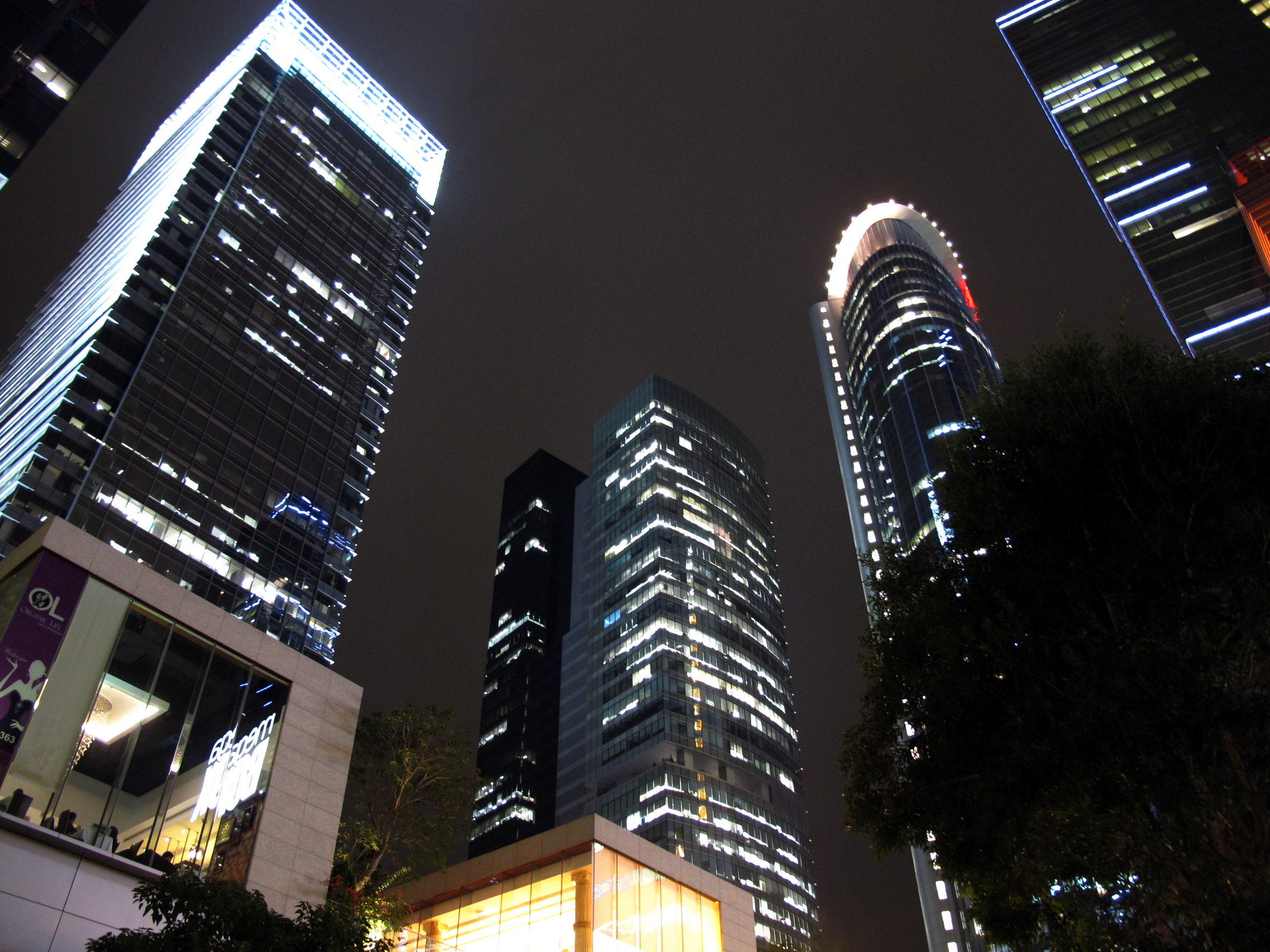
Büro-Hochhäuser in Kowloon Bay

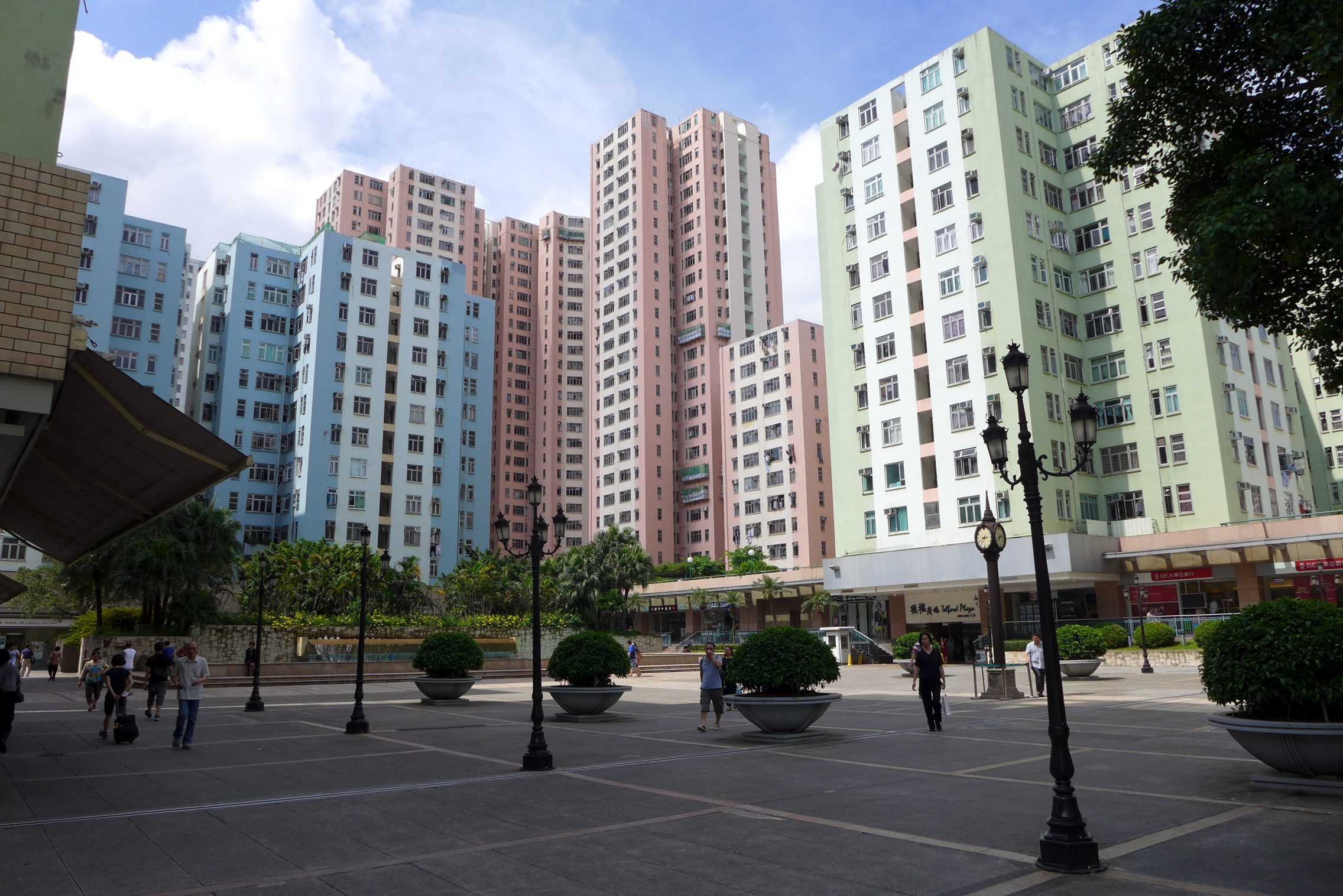
Telford Gardens – 德福花園

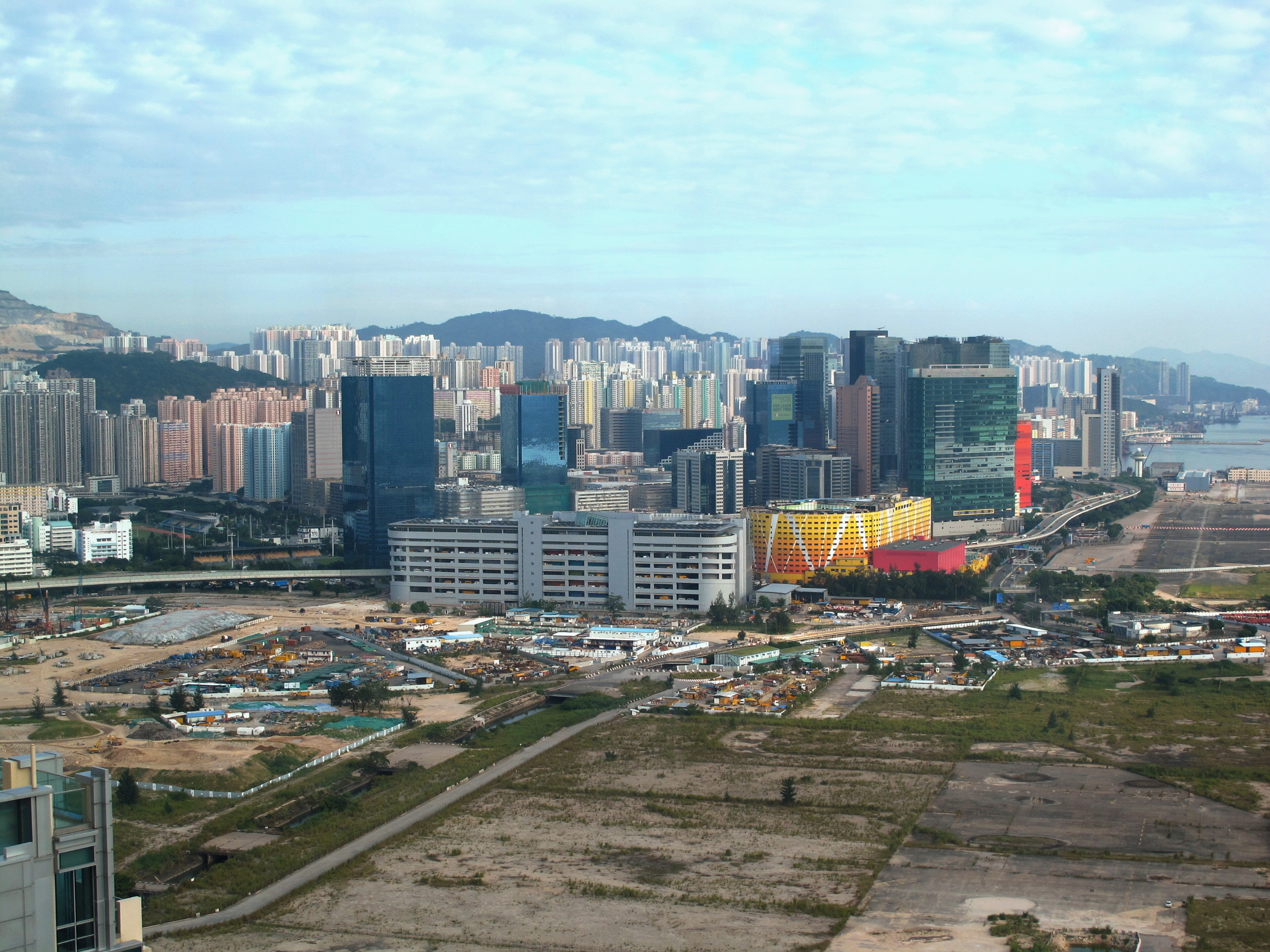
Skyline von Kowloon Bay

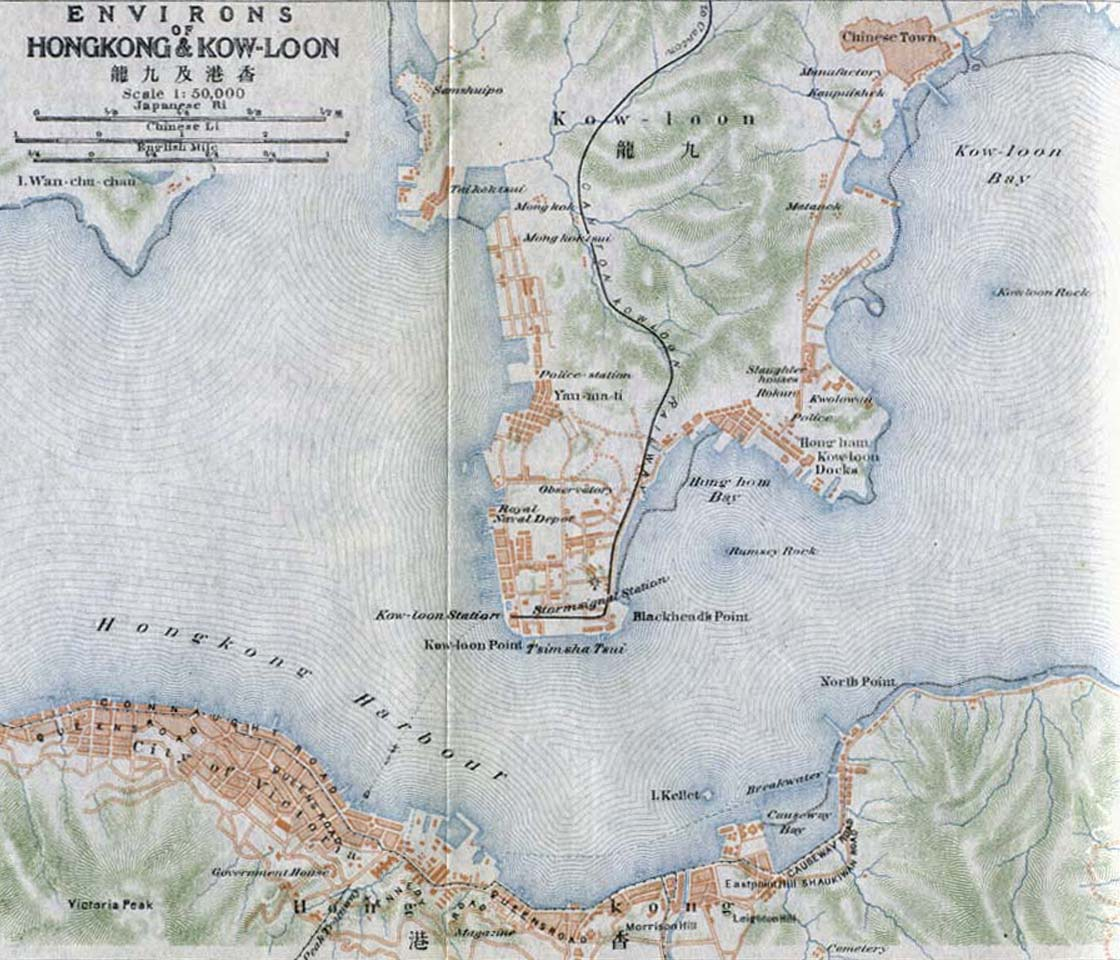
Eine topographische Karte von Kowloon Bay, Kowloon Peninsula und Hong Kong Harbour von 1915. Kowloon Bay in der oberen rechten Ecke.

Kowloon Bay (chinesisch 九龍灣 / 九龙湾, Pinyin Jiǔlóng Wān, Jyutping Gau2lung4 Waan1, Yale Gáu lùhng wāan – „Neun-Drachen-Bucht“) ist eine Bucht in Kowloon, sowie die gleichnamige Siedlung an der Bucht der Stadt Hongkong.

## Geographie

### Bucht von Kowloon
Die Bucht liegt im Osten der Kowloon-Halbinsel und nördlich von Hong Kong Island. Sie bildet die östlichen Hälfte von Victoria Harbour zwischen Hung Hom und dem Lei-Yue-Mun-Kanal. Mitte der 1950er Jahre wurde die Bucht in zwei Hälften geteilt, als der 13/31-Runway des Flughafens Kai Tak mitten in die Bucht hinein gebaut wurde. Im Windschatten der Start- und Landebahn des Flughafens liegt die Kwun Tong Typhoon Shelter und ein Teil des 1998 geschlossenen Flughafengeländes dient heute als Kai Tak Cruise Terminal für die Schifffahrt bzw. Anlegestelle der Kreuzfahrtschiffe.

### Siedlung Kowloon Bay
Die Siedlung schließt am Nordende der Bucht an. Sie liegt zwischen den Stadtteilen Jordan Valley (佐敦谷), Kai Tak (啟德) und San Po Kong (新蒲崗). Die Kowloon Bay Station (九龍灣站) stellt die Anbindung an das städtische U-Bahn-Netz des MTR Corporations her. Die Siedlung ist mit rechtwinklig angelegten Straßen durchzogen. Die Gebäude sind hauptsächlich Hochhäuser. Neben der MTR-Verbindung gibt es zahlreiche Buslinien (z. B. KMB, NWFB, Citybus etc.) die entlang der Kwun Tong Road verlaufen.
Gebäude:
- Amoy Gardens, privat Wohn-Hochhäuser
- Electrical and Mechanical Services Department Headquarters
- Enterprise Square Five, ein Komplex mit einer MegaBox shopping mall und zwei Bürogebäuden
- Goldin Financial Global Centre, Bürogebäude
- Hong Kong Pacific Tower
- Kai Yip Estate, public housing estate
- Kowloonbay International Trade & Exhibition Centre (KITEC), Multifunktionszentrum
- Richland Gardens, privat Wohn-Hochhäuser
- Skyline Tower 2
- Telford Gardens, privat Wohn-Hochhäuser über dem Depot der MTR-Kowloon Bay Station
- East Kowloon Cultural Centre

### Landgewinnung
Die Landgewinnung im Nordosten der Kowloon Bay bei Ngau Tau Kok hat die Bucht stark verändert. Das Stadtviertel trägt daher auch den Namen Kowloon Bay. Bis zum Bau der Kowloon Bay Station hieß das Gebiet schlicht Ngau Tau Kok Industrial Area. Es handelt sich um eine Erweiterung vom Stadtteil Ngau Tau Kok, weshalb einige Einrichtungen noch diesen Namen führen, wie etwa die Ngau Tau Kok Police Station.
Selbst San Po Kong, welches heute ein gutes Stück im Inland liegt, ist auf neu gewonnenem Land entstanden.
Der Westteil der Bucht ist heute durch einen Wellenbrecher geschützt und dient als To Kwa Wan Typhoon Shelter. Der Kowloon Rock, ein kleiner Felsen (englisch barrel rock), liegt noch im Taifunschutzhafen (englisch Typhoon Shelter). Weitere Felseneilande wie der ehemalige Channel Rock und Hoi Sham Island – auch als To Kwa Wan Island bekannt – sind heute durch das Gelände der Start- und Landebahnen des ehemaligen Kai Tak Airport und Landgewinnungsvorhaben in To Kwa Wan mit dem Festland verbunden.

## Verwaltung
Das Gebiet, außer dem ehemaligen Flughafengelände, gehört zum Kwun Tong District. Flughafengelände und Wasserfläche gehören zum Kowloon City District.
Der alte internationaler Flughafen Hongkongs wurde 1998 geschlossen und nach Chek Lap Kok verlegt und als Chek Lap Kok Flughafen 1998 wiedereröffnet.

## Planungen
In den 1990ern gab es Pläne die Bucht durch Landgewinnung zu einem neuen innerstädtischen Siedlungszentrum zu machen als sogenannten New Towns mit Wohnungen für bis zu 340.000 Bewohner und einem lokalen Sportstadion. Aufgrund gerichtliche Erfahrung der damalige Hongkonger Regierung im jahrelangen juristischer Streit zum Central and Wan Chai Reclamation und verschiedene Umwelt-Bedenken sowie veränderte öffentliche Meinung gegenüber Umweltfragen führten zu einer Absage des Projekts. Die Planungen konnten nicht mit den Plänen der Protection of the Harbour Ordinance in Einklang gebracht werden. Die Kai-Tak-Development-Pläne sehen daher keine Landgewinnung mehr vor.

## Bildung
In dem Distrikt gibt es nur wenige Schulen und tertiäre Bildungseinrichtungen. Dazu gehören beispielsweise die Kellett School, eine Internationale Schule mit britischer Schulträger, das University of Hong Kong SPACE Community College, das Town Center der City University of Hong Kong und das YCH Law Chan Chor Si College.